# Maurice Garin

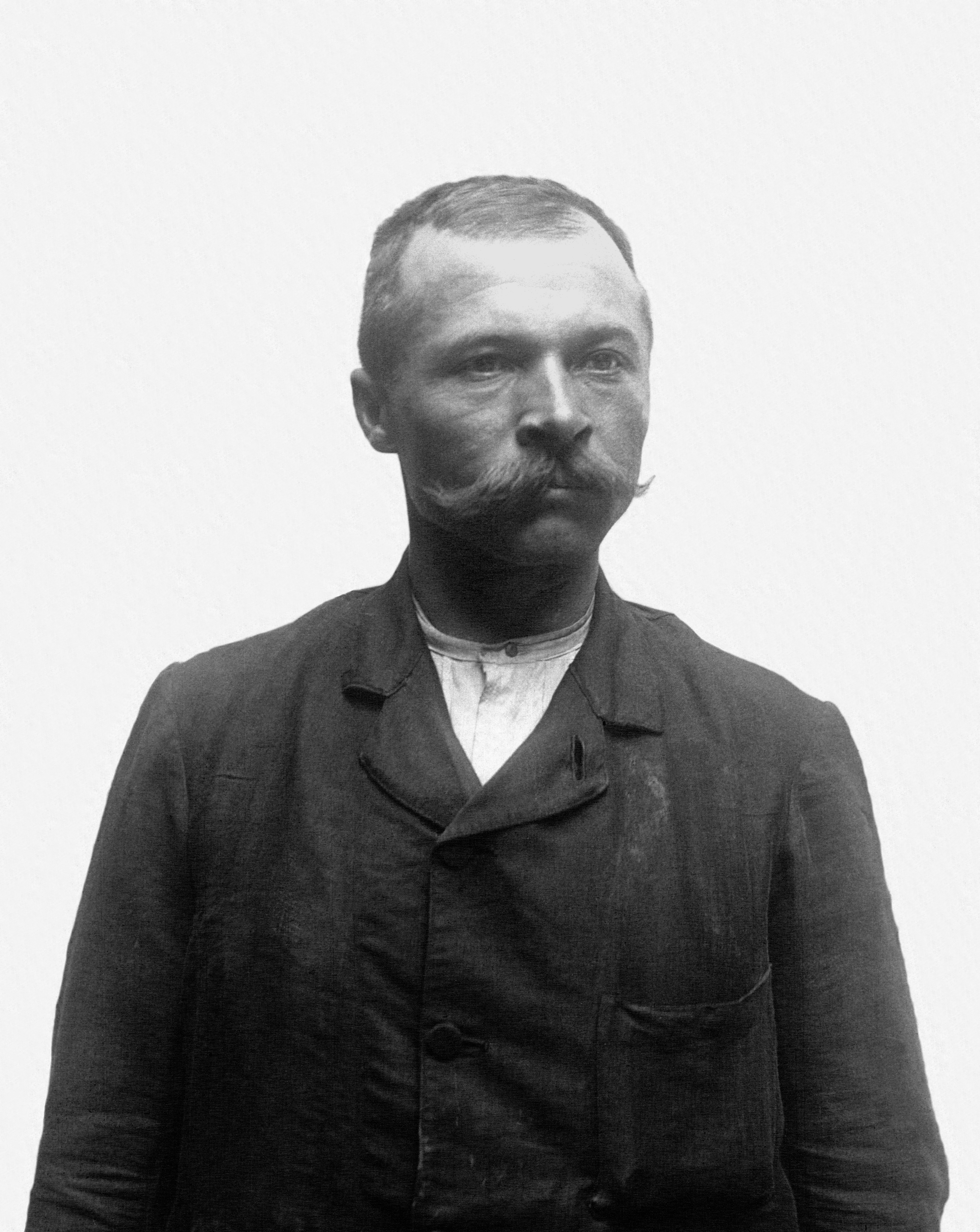
Maurice Garin

Maurice-François Garin (phát âm [mo.ʁis.fʁɑ̃.swa ɡa.ʁɛ̃]; 3 tháng 3 năm 1871 – 19 tháng 2 năm 1957) là một cua rơ xe đạp đường dài người Pháp sinh ra ở Ý được người ta biết đến nhiều nhất vì đã giành chiến thắng trận khai mạc của Tour de France 1903, và đã bị tước danh hiệu trong đợt thi đấu Tour de France thứ nhì năm 1904 cùng với 8 người khác, vì đã gian lận.

## Tiểu sử

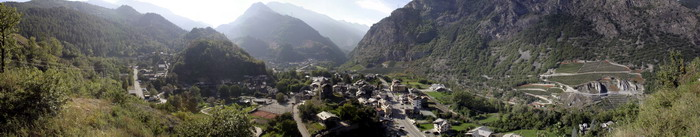
Arvier, ở Thung lũng Aosta, nơi sinh của Maurice Garin

Garin là con trai của Maurice-Clément Garin và Maria Teresa Ozello sinh ra ở Arvier, trong Thung lũng Aosta nói tiếng Pháp ở tây bắc Ý, gần biên giới Pháp. Tên Garin phổ biến nhất ở làng quê Maurice, được gọi là "Chez-les-Garin", belonging to five of the seven families. Họ có bốn con gái và năm người con trai, trong đó Maurice là con trai cả.
Năm 1885 gia đình rời Arvier để làm việc ở phía bên kia dãy núi Alps, gần biên giới Bỉ.
Garin đã làm thợ lau ống khói. Sau đó ông chuyển đến Pháp. Đến năm 15 tuổi, anh sống ở Reims với nghề lau ống khói. Ông chuyển đến Charleroi ở Bỉ nhưng đến năm 1889 ông trở lại Pháp, tại Maubeuge.
Em trai của Garin, Joseph-Isidore, mất năm 1889. Người cha mất ngay sau đó tại Arvier. Anh em của Garin François và César ở lại miền bắc nước Pháp, và với Maurice, mở một cửa hàng chu kỳ ở cuối đại lộ Paris  ở Roubaix năm 1895. Các em trai César và Ambroise cũng thi đấu như những người đi xe đạp chuyên nghiệp.
Garin chuyển đến Lens, Pas-de-Calais vào năm 1902 và sống ở đó trong suốt quãng đời còn lại của mình. Ông đã mua chiếc xe đạp đầu tiên của mình cho 405 franc, gấp đôi những gì một công nhân giả mạo sẽ kiếm được trong một tuần của 12 giờ ngày, năm 1889. Racing không quan tâm đến anh ta nhưng anh ấy đã đi vòng quanh thị trấn đủ nhanh để được gọi là một kẻ điên - le fou.